# 末永直海
末永 直海（すえなが なおみ、1962年5月12日 - ）は、日本の小説家、クレイスイーツ（粘土製お菓子）作家（末永本人は「スイーツデコリーナ」と称している）。福岡県北九州市出身。北九州デザイナー学院グラフィックデザイン学科卒業。スイーツデコリーナとしては鈴山キナコ（すずやま きなこ）名義で活動している。

## 人物
作家になる前はアングラ女優、巡業演歌歌手などを行っていた。無名時代に参加したにっかつロマンポルノ新人女優コンテストで、審査員の前で全裸になるパフォーマンスを行い、写真週刊誌などをにぎわせたこともある。（このパフォーマンスで審査員特別賞を受賞したことから、主演作を1本残している）
1987年に「桃の木舞」をペンネームとして『少年チャンピオン』で漫画を描いていた事がある。連載打ち切り後、ふとした会話がきっかけで小林よしのりの家に行くと、その日の内に「メシスタント」（飯を作るアシスタント）をやっており、よしりん企画初代秘書の座につく。「お前（末永）ほどのアホは初めて見たが、お前のアホはわし（小林）が観察する為にあるのだから、むやみに人前でアホを披露してはいけない」（『ゴーマニズム宣言』より）が採用理由の一つだと言う。主に『おぼっちゃまくん』と『ゴーマニズム宣言』初期を担当、『ゴーマニズム宣言』の単行本化や『異常天才図鑑』などを企画する（ゴーマニズム宣言の1,2巻では構成も担当していたが、3巻から当時の第二秘書の金森由利子が構成を担当した）。小林の作品内にもキャラクターとして登場し、これが名前と存在、愛称ピャーポを広く知られるきっかけになった。1994年、『噂の真相』（作中では、「噂の貧相」と表記）に悪意的なスキャンダルが書かれると知り、その事が小林の足を引っ張ってしまう事になるかもしれないと、睡眠薬がないと眠れないほどに気に病み、ついには退社に至った（小林はその後、『噂の真相』を徹底的に攻撃するが「相手の売り上げを伸ばすだけだった」と語る）。
しばらく不遇の時期があったが、全国をまわりおひねりで暮らす演歌歌手や、赤羽ハリウッドのホステスなどを経て、1996年、小説『薔薇の鬼ごっこ』で第三回蓮如賞を受賞し作家デビュー。2002年、『百円シンガー極楽天使』が文化庁選出の海外輸出小説（明治～平成の27作品）に選出され、ロシア・イギリス・アメリカで翻訳刊行された。小林の『わしズム』にも長らく連載を行った。
2003年あたりから再び姿を消していたが、その後、女子中高生を中心に携帯電話やネイルアートにお菓子の飾り付け（スイーツデコ）をすることが流行し、クレイスイーツ作家として一躍カリスマ的な存在となった。また、粘土製だけではなく、実際の板チョコにキスチョコやスプレーチョコ等を使ったデコレーションも作製している。テレビや雑誌、明治製菓のホームページで作品を発表する傍ら、明治製菓のCMのデコレーション・デザインも手がけ、講習会なども開催している。
私生活ではインターネットで知り合った20歳年下の大学生と、2年間の交際を経て2007年7月7日に結婚した。

## 著作

### 末永直海名義

#### 小説
- 『薔薇の鬼ごっこ』（河出書房新社、1997年／のち河出文庫）
- 『百円シンガー極楽天使』（河出書房新社、1997年／のち新潮文庫）
  - Стоиеновая певичка, или райский ангел, Санкт-Петербург : Гиперион, 2005 （ロシア語）
  - The hundred-yen singer, London : Peter Owen, 2006 （英語）
- 『浮かれ桜』（講談社、1999年／のち講談社文庫）
- 『ホワイトラブ』（共著）（幻冬舎、1999年/のち幻冬舎文庫）
- 『煩悩配達人』（小学館、2000年）
- 『蟲籠のブルース 恋愛小説』（祥伝社文庫、2001年）
- 『合鍵の森』（光文社、2001年／のち光文社文庫）
- 『アプルアプリケ』（角川書店、2002年）
- 『デパ地下★ガール』（世界文化社、2007年）
- 『ママカノ』（ポプラ社、2008年）

#### エッセイ
- 『年下ハンター! 男子にモテる「おねえさま」になる方法』（九天社、2007年）
- 『年下男子を知る本』（マガジンランド、2009年）

### 鈴山キナコ名義
- 『スイーツデコリーナ』（マガジンランド、2008年4月）
- 『ねんどでつくるスイーツ はじめてでもかんたん! お菓子な手芸』（汐文社、2008年12月）

- 『かわいい、かんたん。チョコにデコ』（廣済堂あかつき、2009年1月）
- 『クレイスイーツ100レシピ』（マガジンランド、2009年2月）
- 『カワイイ　スイーツマスコット』（汐文社、2009年5月）
- 『鈴山キナコ　粘土のアクセサリー』（日之出出版、2009年8月）
- 『鈴山キナコの粘土のミニチュアカフェ』（マガジンランド、2009年10月）
- 『粘土で作る　とっておきスイーツ』（ブティック社、2009年12月）

- 『ホイップデコリーナ』（マガジンランド、2010年6月）
- 『粘土で作るイベントスイーツ100レシピ』（マガジンランド、2010年10月）

- 『ホイップデコリーナ2』（マガジンランド、2011年1月）
- 『フルーツデコリーナ』(マガジンランド、2011年5月)
- 『鈴山キナコのアニマルデコレーション　粘土で作る動物マスコット』(株式会社アルファ、2011年11月)

- 『鈴山キナコのアニマルデコ　粘土で作る動物マスコット　2 』(株式会社アルファ、2012年6月)

- 『ネコデコリーニャ　粘土で作るかわいいネコ』(マガジンランド、2013年2月)
- 『アクアデコリーナ』（マガジンランド、2013年6月）

- 「鈴山キナコのカワイイ★ミニチュアごはん」（マガジンランド、2014年7月）

## テレビ出演
- 「東京カワイイTV」（NHK、2009年1月14日、2010年4月3日、2013年4月）
- 「FNNスーパーニュース」（フジテレビ、2009年2月6日）
- 「BS熱中夜話」（NHKBS、2009年5月)
- 「森田一義アワー　笑っていいとも!」(フジテレビ、2009年6月19日)
- 「いきすぎ!ビューティー」（テレビ東京、2009年8月24日）
- 「THE1億分の8」（毎日放送、2009年11月11日）
- 「スッキリ!!」（日本テレビ、2010年1月28日）
- 「知りたがり!」(フジテレビ、2010年11月24日)
- 「Kawaii international」（NHKワールド世界放送、2013年5月26日）
- 「オトナ養成所　バナナスクール」（東海テレビ  2017年2月放送）
- 「ヒルナンデス！」（日本テレビ 2017年8月23日、8月30日、9月6日、9月13日、9月20日、9月27日連続出演）